# اسپارشولت (همپشر)
اسپارشولت (به انگلیسی: Sparsholt) یک محله مدنی و روستا در بریتانیا است که در وینچستر واقع شده‌است. اسپارشولت ۹۶۷ نفر جمعیت دارد.